# Lomas Cotos Residenciales
Lomas Cotos Residenciales är en ort i Mexiko.   Den ligger i kommunen Los Cabos och delstaten Baja California Sur, i den västra delen av landet, 1 200 km väster om huvudstaden Mexico City. Lomas Cotos Residenciales ligger 86 meter över havet och antalet invånare är 473.
Terrängen runt Lomas Cotos Residenciales är platt söderut, men åt nordväst är den kuperad. Havet är nära Lomas Cotos Residenciales åt sydost.  Närmaste större samhälle är San José del Cabo, 6,4 km nordost om Lomas Cotos Residenciales. 